# Eiskunstlauf-Weltmeisterschaften 1993
Die 83. Eiskunstlauf-Weltmeisterschaften fanden vom 9. bis 14. März 1993 in der Sportovní hala in Prag (Tschechien) statt.

## Ergebnisse

### Herren
| Platz              | Sportler             | Land                   |
| ------------------ | -------------------- | ---------------------- |
| 1                  | Kurt Browning        | Kanada                 |
| 2                  | Elvis Stojko         | Kanada                 |
| 3                  | Alexei Urmanow       | Russland               |
| 4                  | Mark Mitchell        | Vereinigte Staaten     |
| 5                  | Philippe Candeloro   | Frankreich             |
| 6                  | Scott Davis          | Vereinigte Staaten     |
| 7                  | Éric Millot          | Frankreich             |
| 8                  | Masakazu Kagiyama    | Japan                  |
| 9                  | Cornel Gheorghe      | Rumänien               |
| 10                 | Marcus Christensen   | Kanada                 |
| 11                 | Oleg Tataurow        | Russland               |
| 12                 | Dmytro Dmytrenko     | Ukraine                |
| 13                 | Konstantin Kostin    | Lettland               |
| 14                 | Igor Paschkewitsch   | Russland               |
| 15                 | Ronny Winkler        | Deutschland            |
| 16                 | Oula Jaaskelainen    | Finnland               |
| 17                 | Michael Tyllesen     | Dänemark               |
| 18                 | Steven Cousins       | Vereinigtes Königreich |
| 19                 | Michael Shmerkin     | Israel                 |
| 20                 | Jung Sung-il         | Südkorea               |
| 21                 | Liu Yueming          | Volksrepublik China    |
| 22                 | Jaroslav Suchý       | Tschechien             |
| 23                 | Jan Erik Digernes    | Norwegen               |
| 24                 | Aljaksandr Muraschka | Belarus                |
| Kür nicht erreicht |                      |                        |
| 25                 | Rastislav Vnučko     | Tschechien             |
| 26                 | Roman Martonenko     | Estland                |
| 27                 | Robert Grzegorczyk   | Polen                  |
| 28                 | Szabolcs Vidrai      | Ungarn                 |
| 29                 | Nicolas Binz         | Schweiz                |
| 30                 | Jan Čejvan           | Slowenien              |
| 31                 | Marcus Deen          | Niederlande            |
| 32                 | Sergei Umirov        | Kasachstan             |
| 33                 | Christopher Blong    | Neuseeland             |
| 34                 | Harris Haita         | Griechenland           |
| 35                 | Stephen Carr         | Australien             |
| 36                 | Dino Quattrocecere   | Südafrika              |
| 37                 | Fabrizio Garattoni   | Italien                |
| 38                 | David Liu            | Chinesisch Taipeh      |
| 39                 | Daniel Feinado       | Spanien                |
| 40                 | Florian Tuma         | Österreich             |
| 41                 | Bessarion Tsintsadze | Georgien               |
| 42                 | Tomislav Čižmešija   | Kroatien               |
| 43                 | Emanuele Ancorini    | Schweden               |
| 44                 | Iwan Dinew           | Bulgarien              |

### Damen
| Platz                       | Sportlerin             | Land                   |
| --------------------------- | ---------------------- | ---------------------- |
| 1                           | Oksana Bajul           | Ukraine                |
| 2                           | Surya Bonaly           | Frankreich             |
| 3                           | Chen Lu                | Volksrepublik China    |
| 4                           | Yuka Satō              | Japan                  |
| 5                           | Nancy Kerrigan         | Vereinigte Staaten     |
| 6                           | Marina Kielmann        | Deutschland            |
| 7                           | Tanja Szewczenko       | Deutschland            |
| 8                           | Karen Preston          | Kanada                 |
| 9                           | Josée Chouinard        | Kanada                 |
| 10                          | Lenka Kulovaná         | Tschechien             |
| 11                          | Marie-Pierre Leray     | Frankreich             |
| 12                          | Charlene Von Saher     | Vereinigtes Königreich |
| 13                          | Lisa Ervin             | Vereinigte Staaten     |
| 14                          | Zuzanna Szwed          | Polen                  |
| 15                          | Krisztina Czakó        | Ungarn                 |
| 16                          | Zhang Bo               | Volksrepublik China    |
| 17                          | Wiktoria Dimitrowa     | Bulgarien              |
| 18                          | Mila Kajas             | Finnland               |
| 19                          | Nathalie Krieg         | Schweiz                |
| 20                          | Anisette Torp-Lind     | Dänemark               |
| 21                          | Cristina Mauri         | Italien                |
| 22                          | Marta Andrade          | Spanien                |
| 23                          | Liu Xin                | Volksrepublik China    |
| Z                           | Alice Sue Claeys       | Belgien                |
| Kurzprogramm nicht erreicht |                        |                        |
| 25                          | Olga Vassiljeva        | Estland                |
| 26                          | Tamara Heggen          | Australien             |
| 27                          | Joanna Ng              | Chinesisch Taipeh      |
| 28                          | Mojca Kopač            | Slowenien              |
| 29                          | Anne-Marie Soderholm   | Schweden               |
| 30                          | Andrea Kus             | Österreich             |
| 31                          | Tatjana Malinina       | Usbekistan             |
| 32                          | Marianne Aarnes        | Norwegen               |
| 33                          | Sandra Brajdić         | Kroatien               |
| 34                          | Mayda Navarro          | Mexiko                 |
| 35                          | Jalina Kakadyl         | Kasachstan             |
| 36                          | Junko Yaginuma         | Japan                  |
| 37                          | Lily-Lyooniung Lee     | Südkorea               |
| 38                          | Tonia Kwiatkowski      | Vereinigte Staaten     |
| 39                          | Melita Juratek         | Kroatien               |
| 40                          | Monique van der Velden | Niederlande            |
| 41                          | Alma Lepina            | Lettland               |

- Z = Zurückgezogen

### Paare
| Platz | Sportler                                    | Land                   |
| ----- | ------------------------------------------- | ---------------------- |
| 1     | Isabelle Brasseur / Lloyd Eisler            | Kanada                 |
| 2     | Mandy Wötzel / Ingo Steuer                  | Deutschland            |
| 3     | Jewgenija Schischkowa / Wadim Naumow        | Russland               |
| 4     | Radka Kovaříková / René Novotný             | Tschechien             |
| 5     | Jenni Meno / Todd Sand                      | Vereinigte Staaten     |
| 6     | Marina Jelzowa / Andrei Buschkow            | Russland               |
| 7     | Michelle Menzies / Jean-Michel Bombardier   | Kanada                 |
| 8     | Calla Urbanski / Rocky Marval               | Vereinigte Staaten     |
| 9     | Leslie Monod / Cédric Monod                 | Schweiz                |
| 10    | Jodeyne Higgins / Sean Rice                 | Kanada                 |
| 11    | Danielle Carr / Stephen Carr                | Australien             |
| 12    | Peggy Schwarz / Alexander König             | Deutschland            |
| 13    | Svetlana Pristav / Wjatscheslaw Tkatschenko | Ukraine                |
| 14    | Jelena Bereschnaja / Oleg Schljachow        | Lettland               |
| 15    | Oxana Kasakowa / Dmitri Suchanow            | Russland               |
| 16    | Jackie Soames / John Jenkins                | Vereinigtes Königreich |
| 17    | Beata Zielińska / Mariusz Siudek            | Polen                  |
| 18    | Elena Grigoreva / Sergei Sheiko             | Belarus                |
| 19    | Sarah Abitbol / Stéphane Bernadis           | Frankreich             |
| 20    | Claire Auret / Christoff van Rensburg       | Südafrika              |
|       | Elaine Asanakis / Mark Alan Naylor (Z)      | Griechenland           |

- Z = Zurückgezogen

### Eistanz
| Platz              | Sportler                                  | Land                   |
| ------------------ | ----------------------------------------- | ---------------------- |
| 1                  | Maja Ussowa / Alexander Schulin           | Russland               |
| 2                  | Oxana Grischtschuk / Jewgeni Platow       | Russland               |
| 3                  | Anschelika Krylowa / Wladimir Fjodorow    | Russland               |
| 4                  | Susanna Rahkamo / Petri Kokko             | Finnland               |
| 5                  | Sophie Moniotte / Pascal Lavanchy         | Frankreich             |
| 6                  | Stefania Calegari / Pasquale Camerlengo   | Italien                |
| 7                  | Irina Romanova / Igor Yaroshenko          | Ukraine                |
| 8                  | Kateřina Mrázová / Martin Šimeček         | Tschechien             |
| 9                  | Tatjana Nawka / Samwel Gesaljan           | Belarus                |
| 10                 | Aliki Stergjadu / Juri Razguljajew        | Usbekistan             |
| 11                 | Renee Roca / Gorsha Sur                   | Vereinigte Staaten     |
| 12                 | Jennifer Goolsbee / Hendryk Schamberger   | Deutschland            |
| 13                 | Margarita Drobiazko / Povilas Vanagas     | Litauen                |
| 14                 | Shae-Lynn Bourne / Victor Kraatz          | Kanada                 |
| 15                 | Susan Wynne / Russ Witherby               | Vereinigte Staaten     |
| 16                 | Irina Le Bed / Alexandre Piton            | Frankreich             |
| 17                 | Marika Humphreys / Justin Lanning         | Vereinigtes Königreich |
| 18                 | Regina Woodward / Csaba Szentpétery       | Ungarn                 |
| 19                 | Elizaveta Stekolnikova / Dmitri Kazarliga | Kasachstan             |
| 20                 | Radmilla Chroboková / Milan Brzý          | Tschechien             |
| 21                 | Agnieszka Domańska / Marcin Głowacki      | Polen                  |
| 22                 | Barbara Fusar-Poli / Alberto Reani        | Italien                |
| 23                 | Angelika Führing / Peter Wilczek          | Österreich             |
| 24                 | Diane Gerenscer / Alexander Stanislavov   | Schweiz                |
| Kür nicht erreicht |                                           |                        |
| 25                 | Kayo Shirahata / Hiroshi Tanaka           | Japan                  |
| 26                 | Albena Denkowa / Christo Nikolow          | Bulgarien              |
| 27                 | Jelena Trocenko / Erik Samovich           | Lettland               |
| 28                 | Tamara Ruby / Konstantin Kaplan           | Israel                 |
| 29                 | Richelle van der Riet / Nestor van Eeden  | Südafrika              |

## Medaillenspiegel
| Platz | Land                | Gold | Silber | Bronze | Gesamt |
| ----- | ------------------- | ---- | ------ | ------ | ------ |
| 1     | Kanada              | 2    | 1      | –      | 3      |
| 2     | Russland            | 1    | 1      | 3      | 5      |
| 3     | Ukraine             | 1    | –      | –      | 1      |
| 4     | Deutschland         | –    | 1      | –      | 1      |
| 4     | Frankreich          | –    | 1      | –      | 1      |
| 6     | Volksrepublik China | –    | –      | 1      | 1      |